# Bergweiler
Pour l’article homonyme, voir Bergweiler (Sarre).
Bergweiler est une municipalité allemande située dans le land de Rhénanie-Palatinat et l'arrondissement de Bernkastel-Wittlich.